# Peurasaari (ö i Finland, Mellersta Finland, Saarijärvi-Viitasaari, lat 62,78, long 24,50)
Peurasaari är en ö i Finland. Den ligger i sjön Vahvanen och i kommunen Karstula i den ekonomiska regionen  Saarijärvi-Viitasaari och landskapet Mellersta Finland, i den centrala delen av landet, 290 km norr om huvudstaden Helsingfors. Öns area är 0,2 hektar och dess största längd är 130 meter i sydöst-nordvästlig riktning.